# Tantundem eiusdem generis
Tantundem eiusdem generis et qualitatis (spesso semplicemente solo tantundem) è una locuzione latina che significa "lo stesso ammontare di generi della stessa qualità".
È un brocardo del diritto che indica l'obbligo da parte di una persona di restituire quanto gli sia stato prestato nella medesima quantità, specie e qualità.